# Helsingør IF
Le Helsingør Idrætsforening es un club polideportivo fundado en 1899 situada en la ciudad danesa de Elseneur. Sus principales secciones son el atletismo, la gimnástica, el balonmano y el fútbol.

## Palmarés

### Balonmano
Sección feminina
- Finalista de la Copa de Europa en 1964
- Vencedor de la Liga danesa (3) : 1963, 1983, 1984
- Vencedor de la Copa de Dinamarca (1) : 1982/83

Section masculine
- Vencedor de la  Liga danesa (5) : 1951, 1958, 1981, 1985, 1989
- Vencedor de la Copa de Dinamarca (4) : 1979/80, 1982/83, 1985/86, 1987/88

## Personalidades del club
- Joachim Boldsen (balonmano)
- Mikkel Hansen (balonmano)
- Erik Jørgensen (atletismo)
- Mads Junker (fútbol)
- Solveig Langkilde (atletismo)
- Henning Larsen (athlétisme) (atletismo)
- Flemming Lauritzen (balonmano)
- Tobias Mikkelsen (fútbol)
- Steen Waage Petersen (balonmano)
- Aage Poulsen (atletismo)
- Jens Erik Roepstorff (balonmano)